# Districte electoral de Tortosa

Localització del districte electoral de Tortosa (1899-1923)

El districte de Tortosa fou una circumscripció electoral del Congrés dels Diputats utilitzada en les eleccions generals espanyoles entre 1871 i 1923. Es tractava d'un districte uninominal, ja que només era representat per un sol diputat.

## Àmbit geogràfic
El districte comprenia els municipis a l'esquerra de l'Ebre del partit judicial de Tortosa, a més de Colldejou, Pratdip, Tivissa i Vandellòs, municipis del partit de Falset.

## Diputats electes
| Elecció | Elecció        | Diputat                        | Partit/Ideologia                    |
| ------- | -------------- | ------------------------------ | ----------------------------------- |
|         | 1871           | Manuel Bes i Hediger           | Partit Republicà Democràtic Federal |
|         | Abril 1872     | Fermí Villaamil i Cancio       | Republicà                           |
|         | 1873           | Manuel Bes i Hediger           | Partit Republicà Democràtic Federal |
|         | 1876           | Manuel de Salamanca Negrete    | Liberal                             |
|         | 1879           | Josep Maria Despujol i Dusay   | Conservador                         |
|         | 1880 (parcial) | Josep Brunet Illa              | Sense dades                         |
|         | 1881           | Josep Bosch i Carbonell        | Liberal                             |
|         | 1884           | Carlos Martín Murga            | Conservador                         |
|         | 1886           | Frederic Pons i Montells       | Liberal                             |
|         | 1891           | Teodor Gonzàlez i Cabanne      | Conservador                         |
|         | 1893           | Josep Cañé i Baulenas          | Liberal                             |
|         | 1896           | Luciano López Dávila           | Conservador                         |
|         | 1898           | Rafael Ibarra Belmonte         | Liberal                             |
|         | 1899           | Teodor Gonzàlez i Cabanne      | Conservador                         |
|         | 1901           | Santiago Gascón Cervantes      | Liberal                             |
|         | 1903 (parcial) | Primitivo Ayuso Colina         | Conservador                         |
|         | 1905           | Manuel Kindelán y de la Torre  | Liberal monterista                  |
|         | 1907           | Adolfo Navarrete y de Alcázar  | Conservador anti-solidari           |
|         | 1910           | Salvador de Samà i de Sarriera | Liberal                             |
|         | 1914           | Marcel·lí Domingo i Sanjuán    | Coalició republicana                |
|         | 1920           | José Martínez Villar           | Monàrquic agrari                    |
|         | 1923           | Marcel·lí Domingo i Sanjuán    | Bloc Republicà Autonomista          |

## Resultats electorals

### Dècada de 1920
| Eleccions generals del 29/04/1923 |                            |                             |        |      |
| Partit/Ideologia                  | Partit/Ideologia           | Candidat                    | Vots   | %    |
|                                   | Bloc Republicà Autonomista | Marcel·lí Domingo i Sanjuán | 4.432  | 50,3 |
|                                   | Liberal garciaprietista    | Valentín González Bárcena   | 3.142  | 35,7 |
|                                   | Conservador                | José Martínez Villar        | 1.194  | 13,6 |
|                                   | Altres                     | Altres                      | 9      | 0,1  |
| Vots en blanc                     | Vots en blanc              | Vots en blanc               | 28     | 0,3  |
| Total                             | Total                      | Total                       | 8.805  | 100  |
| Cens/participació                 | Cens/participació          | Cens/participació           | 14.252 | 61,8 |

| Eleccions generals del 19/12/1920 |                   |                             |        |      |
| Partit/Ideologia                  | Partit/Ideologia  | Candidat                    | Vots   | %    |
|                                   | Monàrquic agrari  | José Martínez Villar        | 4.937  | 50,9 |
|                                   | Republicà         | Marcel·lí Domingo i Sanjuán | 4.743  | 48,9 |
|                                   | Altres            | Altres                      | 24     | 0,2  |
| Total                             | Total             | Total                       | 9.704  | 100  |
| Cens/participació                 | Cens/participació | Cens/participació           | 14.233 | 68,2 |

### Dècada de 1910
| Eleccions generals del 01/06/1919 |                            |                             |        |      |
| Partit/Ideologia                  | Partit/Ideologia           | Candidat                    | Vots   | %    |
|                                   | Coalició republicana (PRC) | Marcel·lí Domingo i Sanjuán | 5.398  | 57,2 |
|                                   | Monàrquic agrari           | Diego de León Núñez-Robles  | 4.001  | 42,4 |
|                                   | Altres                     | Altres                      | 3      | 0,0  |
| Vots en blanc                     | Vots en blanc              | Vots en blanc               | 27     | 0,3  |
| Total                             | Total                      | Total                       | 9.429  | 100  |
| Cens/participació                 | Cens/participació          | Cens/participació           | 14.223 | 66,3 |

| Eleccions generals del 24/02/1918 |                         |                             |        |      |
| Partit/Ideologia                  | Partit/Ideologia        | Candidat                    | Vots   | %    |
|                                   | Partit Republicà Català | Marcel·lí Domingo i Sanjuán | 6.355  | 88,0 |
|                                   | Monàrquic               | Joaquim Ferrer i Ferrer     | 471    | 6,5  |
|                                   | Conservador maurista    | Joan Maria Soler i Planas   | 0      | 0,0  |
|                                   | Altres                  | Altres                      | 342    | 4,7  |
| Vots en blanc                     | Vots en blanc           | Vots en blanc               | 57     | 0,8  |
| Total                             | Total                   | Total                       | 7.225  | 100  |
| Cens/participació                 | Cens/participació       | Cens/participació           | 14.061 | 51,4 |

| Eleccions generals del 09/04/1916 |                            |                               |        |      |
| Partit/Ideologia                  | Partit/Ideologia           | Candidat                      | Vots   | %    |
|                                   | Bloc Republicà Autonomista | Marcel·lí Domingo i Sanjuán   | 5.822  | 57,6 |
|                                   | Conservador maurista       | Adolfo Navarrete y de Alcázar | 4.252  | 42,0 |
| Vots en blanc                     | Vots en blanc              | Vots en blanc                 | 83     | 0,8  |
| Total                             | Total                      | Total                         | 10.112 | 100  |
| Cens/participació                 | Cens/participació          | Cens/participació             | 14.041 | 72,0 |

| Eleccions generals del 08/03/1914 |                      |                                |        |      |
| Partit/Ideologia                  | Partit/Ideologia     | Candidat                       | Vots   | %    |
|                                   | Coalició republicana | Marcel·lí Domingo i Sanjuán    | 4.768  | 51,0 |
|                                   | Liberal romanonista  | Salvador de Samà i de Sarriera | 4.542  | 48,6 |
|                                   | Altres               | Altres                         | 10     | 0,1  |
| Vots en blanc                     | Vots en blanc        | Vots en blanc                  | 21     | 0,2  |
| Vots nuls                         | Vots nuls            | Vots nuls                      | 2      | 0,0  |
| Total                             | Total                | Total                          | 9.343  | 100  |
| Cens/participació                 | Cens/participació    | Cens/participació              | 13.748 | 68,0 |

| Eleccions generals del 08/05/1910 |                          |                                |        |      |
| Partit/Ideologia                  | Partit/Ideologia         | Candidat                       | Vots   | %    |
|                                   | Liberal                  | Salvador de Samà i de Sarriera | 7.407  | 80,8 |
|                                   | Republicà                | Josep Lletget Sardà            | 1.001  | 10,9 |
|                                   | Partit Republicà Radical | Ricardo Fuente Asensio         | 562    | 6,1  |
|                                   | Altres                   | Altres                         | 23     | 0,3  |
| Vots en blanc                     | Vots en blanc            | Vots en blanc                  | 178    | 1,9  |
| Total                             | Total                    | Total                          | 9.171  | 100  |
| Cens/participació                 | Cens/participació        | Cens/participació              | 13.414 | 68,4 |

### Dècada de 1900
| Eleccions generals del 21/04/1907 |                               |                               |        |      |
| Partit/Ideologia                  | Partit/Ideologia              | Candidat                      | Vots   | %    |
|                                   | Conservador anti-solidari     | Adolfo Navarrete y de Alcázar | 4.749  | 59,6 |
|                                   | Lliga Regionalista (solidari) | Pere Montañola i Carné        | 1.743  | 21,9 |
|                                   | Republicà                     | Ricardo Fuente Asensio        | 1.464  | 18,4 |
|                                   | Altres                        | Altres                        | 9      | 0,1  |
| Vots en blanc                     | Vots en blanc                 | Vots en blanc                 | 6      | 0,1  |
| Total                             | Total                         | Total                         | 7.971  | 100  |
| Cens/participació                 | Cens/participació             | Cens/participació             | 13.491 | 59,1 |

| Eleccions generals del 10/11/1905 |                    |                               |        |      |
| Partit/Ideologia                  | Partit/Ideologia   | Candidat                      | Vots   | %    |
|                                   | Liberal monterista | Manuel Kindelán y de la Torre | 3.304  | 42,6 |
|                                   | Republicà          | Ricardo Fuente Asensio        | 3.091  | 39,9 |
|                                   | Liberal moretista  | Santiago Gascón Cervantes     | 1.350  | 17,4 |
|                                   | Socialista         | Pablo Iglesias Posse          | 9      | 0,1  |
|                                   | Altres             | Altres                        | 2      | 0,0  |
| Total                             | Total              | Total                         | 7.756  | 100  |
| Cens/participació                 | Cens/participació  | Cens/participació             | 13.145 | 59,0 |

| Elecció parcial del 26/05/1903 |                   |                           |        |      |
| Partit/Ideologia               | Partit/Ideologia  | Candidat                  | Vots   | %    |
|                                | Conservador       | Primitivo Ayuso Colina    | 2.231  | 31,8 |
|                                | Republicà         | Ricardo Fuente Asensio    | 1.651  | 23,6 |
|                                | Liberal           | Teodor Gonzàlez i Cabanne | 1.339  | 19,1 |
|                                | Conservador       | Santiago Gascón Cervantes | 1.290  | 18,4 |
|                                | Altres            | Altres                    | 494    | 7,1  |
| Total                          | Total             | Total                     | 7.005  | 100  |
| Cens/participació              | Cens/participació | Cens/participació         | 12.088 | 58,0 |

| Eleccions generals del 19/05/1901 |                   |                           |        |      |
| Partit/Ideologia                  | Partit/Ideologia  | Candidat                  | Vots   | %    |
|                                   | Liberal           | Santiago Gascón Cervantes | 6.602  | 99,9 |
|                                   | Altres            | Altres                    | 4      | 0,1  |
| Total                             | Total             | Total                     | 6.606  | 100  |
| Cens/participació                 | Cens/participació | Cens/participació         | 12.556 | 52,6 |

### Dècada de 1890
| Eleccions generals del 16/04/1899 |                   |                           |        |      |
| Partit/Ideologia                  | Partit/Ideologia  | Candidat                  | Vots   | %    |
|                                   | Conservador       | Teodor Gonzàlez i Cabanne | 3.887  | 52,5 |
|                                   | Altres            | Altres                    | 3.514  | 47,5 |
| Total                             | Total             | Total                     | 7.401  | 100  |
| Cens/participació                 | Cens/participació | Cens/participació         | 11.615 | 63,7 |

| Eleccions generals del 27/03/1898 |                   |                        |        |      |
| Partit/Ideologia                  | Partit/Ideologia  | Candidat               | Vots   | %    |
|                                   | Liberal           | Rafael Ibarra Belmonte | 5.842  | 99,9 |
|                                   | Altres            | Altres                 | 7      | 0,1  |
| Total                             | Total             | Total                  | 5.849  | 100  |
| Cens/participació                 | Cens/participació | Cens/participació      | 11.610 | 50,4 |

| Eleccions generals del 12/04/1896 |                   |                      |        |      |
| Partit/Ideologia                  | Partit/Ideologia  | Candidat             | Vots   | %    |
|                                   | Conservador       | Luciano López Dávila | 4.714  | 73,2 |
|                                   | Altres            | Altres               | 1.724  | 26,8 |
| Total                             | Total             | Total                | 6.438  | 100  |
| Cens/participació                 | Cens/participació | Cens/participació    | 11.022 | 58,4 |

| Eleccions generals del 05/03/1893 |                   |                       |        |      |
| Partit/Ideologia                  | Partit/Ideologia  | Candidat              | Vots   | %    |
|                                   | Liberal           | Josep Cañé i Baulenas | 5.350  | 84,6 |
|                                   | Altres            | Altres                | 977    | 15,4 |
| Total                             | Total             | Total                 | 6.327  | 100  |
| Cens/participació                 | Cens/participació | Cens/participació     | 10.618 | 59,6 |

| Eleccions generals del 01/02/1891 |                  |                           |       |
| Partit/Ideologia                  | Partit/Ideologia | Candidat                  | Vots  |
|                                   | Conservador      | Teodor Gonzàlez i Cabanne | 3.706 |

### Dècada de 1880
| Eleccions generals del 04/04/1886 |                  |                          |       |      |
| Partit/Ideologia                  | Partit/Ideologia | Candidat                 | Vots  | %    |
|                                   | Liberal          | Frederic Pons i Montells | 975   | 89,0 |
|                                   | Altres           | Altres                   | 120   | 11,0 |
| Total                             | Total            | Total                    | 1.095 | 100  |

| Eleccions generals del 27/04/1884 |                  |                     |       |      |
| Partit/Ideologia                  | Partit/Ideologia | Candidat            | Vots  | %    |
|                                   | Conservador      | Carlos Martín Murga | 1.473 | 82,9 |
|                                   | Altres           | Altres              | 304   | 17,1 |
| Total                             | Total            | Total               | 1.777 | 100  |

| Eleccions generals del 20/08/1881 |                  |                         |       |      |
| Partit/Ideologia                  | Partit/Ideologia | Candidat                | Vots  | %    |
|                                   | Liberal          | Josep Bosch i Carbonell | 658   | 51,8 |
|                                   | Altres           | Altres                  | 613   | 48,2 |
| Total                             | Total            | Total                   | 1.271 | 100  |

| Elecció parcial del 18/04/1880 |                  |                   |      |
| Partit/Ideologia               | Partit/Ideologia | Candidat          | Vots |
|                                | Sense dades      | Josep Brunet Illa | 638  |

### Dècada de 1870
| Eleccions generals del 20/04/1879 |                  |                              |       |      |
| Partit/Ideologia                  | Partit/Ideologia | Candidat                     | Vots  | %    |
|                                   | Conservador      | Josep Maria Despujol i Dusay | 940   | 70,4 |
|                                   | Altres           | Altres                       | 395   | 29,6 |
| Total                             | Total            | Total                        | 1.335 | 100  |

| Eleccions generals del 20/01/1876 |                  |                             |       |      |
| Partit/Ideologia                  | Partit/Ideologia | Candidat                    | Vots  | %    |
|                                   | Liberal          | Manuel de Salamanca Negrete | 4.461 | 99,0 |
|                                   | Altres           | Altres                      | 45    | 1,0  |
| Total                             | Total            | Total                       | 4.506 | 100  |

| Eleccions generals del 10/05/1873 |                                     |                      |        |      |
| Partit/Ideologia                  | Partit/Ideologia                    | Candidat             | Vots   | %    |
|                                   | Partit Republicà Democràtic Federal | Manuel Bes i Hediger | 4.759  | 99,7 |
|                                   | Altres                              | Altres               | 12     | 0,3  |
| Total                             | Total                               | Total                | 4.771  | 100  |
| Cens/participació                 | Cens/participació                   | Cens/participació    | 10.426 | 45,8 |

| Eleccions generals del 24/08/1872 |                   |                          |       |       |
| Partit/Ideologia                  | Partit/Ideologia  | Candidat                 | Vots  | %     |
|                                   | Republicà         | Fermí Villaamil i Cancio | 3.655 | 100,0 |
| Total                             | Total             | Total                    | 3.655 | 100   |
| Cens/participació                 | Cens/participació | Cens/participació        | 9.483 | 38,5  |

| Eleccions generals del 03/04/1872 |                   |                          |       |      |
| Partit/Ideologia                  | Partit/Ideologia  | Candidat                 | Vots  | %    |
|                                   | Republicà         | Fermí Villaamil i Cancio | 4.030 | 93,4 |
|                                   | Altres            | Altres                   | 287   | 6,6  |
| Total                             | Total             | Total                    | 4.317 | 100  |
| Cens/participació                 | Cens/participació | Cens/participació        | 9.725 | 44,4 |

| Eleccions generals del 08/03/1871 |                                     |                      |       |      |
| Partit/Ideologia                  | Partit/Ideologia                    | Candidat             | Vots  | %    |
|                                   | Partit Republicà Democràtic Federal | Manuel Bes i Hediger | 4.354 | 71,0 |
|                                   | Altres                              | Altres               | 1.778 | 29,0 |
| Total                             | Total                               | Total                | 6.132 | 100  |
| Cens/participació                 | Cens/participació                   | Cens/participació    | 9.466 | 64,8 |